# Leucoma lirioessa
Leucoma lirioessa är en fjärilsart som beskrevs av Collenette 1960. Leucoma lirioessa ingår i släktet Leucoma och familjen tofsspinnare. Inga underarter finns listade i Catalogue of Life.